# Chronów-Kolonia Dolna
Chronów-Kolonia Dolna [ˈxrɔnuf kɔˈlɔɲa ˈdɔlna] est un village polonais de la gmina de Orońsko, du powiat de Szydłowiec et dans la voïvodie de Mazovie dans le centre-est de la Pologne.